# Cameron Finley
Cameron Finley (Garland, Texas, 30 de agosto de 1987) es un exactor y biólogo molecular estadounidense. Si bien recibió elogios por su trabajo en Hope Floats, Baywatch, One True Love y Perfect Game, es más conocido por su papel de Theodore 'Beaver' Cleaver en la película de 1997 Leave It to Beaver, basada en la serie de televisión del mismo nombre.

## Biografía
Finley nació en Garland, Texas, hijo de Lexa Iann (de soltera Aulgur), una espiritista, y Charles David "Chuck" Finley, un desarrollador de software. Tiene dos hermanos, Taz y Stopher. Cuando tenía tres años, sus padres lo llevaron a un seminario de actuación cerca de su casa. Continuó actuando hasta los 13 años, momento en el que decidió dejar la actuación para poder ir a la escuela a tiempo completo y "ser un niño normal".
Finley asistió a la escuela secundaria Moorpark. Se graduó en 2010 de la Universidad de California de San Diego con un título en biología molecular. Actualmente reside en Brooklyn, Nueva York.

## Carrera
Finley protagonizó su primer comercial nacional, para Shell Oil,  cuando tenía tres años y vivía con su familia en el suburbio de Dallas, Garland, Texas. También apareció en anuncios de empresas como Taco Bell, Shout y Brink's Security. Finley actuó en las películas What's Eating Gilbert Grape, A Perfect World, 8 Seconds y apareció como invitado en The Tonight Show with Jay Leno en tres ocasiones.  En 1997, después de ser elegido entre 5.000 niños en una búsqueda a nivel nacional, Finley interpretó el personaje principal en la película Leave It to Beaver. Luego apareció en Hope Floats como Travis, un niño triste que se disfraza de una docena de personajes diferentes que van desde Barney el Dinosaurio hasta Charlie Chaplin. En 1995, Finley fue uno de los 3.000 niños actores que audicionaron para el papel del joven Anakin Skywalker en Star Wars: Episodio I – La amenaza fantasma. Finley también protagonizó la película de Disney de 2000 dirigida directamente en video Perfect Game, en la que interpretó a Kanin, un niño impulsado por el fantasma de su padre fallecido a demostrar que puede jugar béisbol tan bien como cualquiera en el equipo campeón de las Pequeñas Ligas.
Desde que dejó la actuación en 2000, Cameron se graduó de la escuela secundaria y fue a estudiar a la Universidad de California de San Diego. Ha trabajado como investigador en biología molecular y ha publicado numerosos artículos de investigación académica en su campo.

## Filmografía

### Películas
| Año  | Título                      | Papel                     | Notas |
| ---- | --------------------------- | ------------------------- | ----- |
| 1993 | What's Eating Gilbert Grape | Doug Carver               |       |
| 1993 | A Perfect World             | Bob Fielder Jr.           |       |
| 1994 | 8 Seconds                   | El joven Lane Frost       |       |
| 1995 | Takedown                    |                           |       |
| 1997 | Leave It to Beaver          | Theodore 'Beaver' Cleaver |       |
| 1998 | Hope Floats                 | Travis                    |       |

### Televisión
| Año       | Título                                 | Papel                       | Notas                  |
| --------- | -------------------------------------- | --------------------------- | ---------------------- |
| 1994      | Heaven & Hell: North & South, Book III | Gus                         | Miniserie              |
| 1995      | A Woman of Independent Means           | Drew #1                     | Miniserie              |
| 1995      | Coach                                  | Niño hambriento             | 1 episodio             |
| 1995      | Walker, Texas Ranger                   | Pequeño Phil / Zack Jamison | 2 episodios            |
| 1995      | Deadly Family Secreets                 | Timothy Pick                | Película de televisión |
| 1996      | Don't Look Back                        | Jeremy                      | Película de televisión |
| 1996      | Touched by an Angel                    | Matt                        | 1 episodio             |
| 1998      | The Lionhearts                         | Spencer Lionheart           | Voz, papel principal   |
| 1998-1999 | Baywatch                               | Tanner Sloan                | Papel recurrente       |
| 1999      | Three Secrets                          | Spencer                     | Película de televisión |
| 1999      | Streets of Laredo                      | Ben Parker                  | Miniserie              |
| 2000      | One True Love                          | Corey                       | Película de televisión |
| 2000      | Perfect Game                           | Kanin 'Canine' Crosby       | Película de televisión |
| 2000      | Time Share                             | Max Weiland                 | Película de televisión |
| 2000      | Static Shock                           | Chico                       | Voz, 1 episodio        |

## Reconocimientos

### Premios y nominaciones
- 1998, ganó el premio Lone Star Film & Television Awards como "Actor estrella en ascenso"[10]
- 1998, nominación a los premios YoungStar de The Hollywood Reporter por 'Mejor interpretación de un actor joven en una película de comedia' por Leave It to Beaver[11]
- 1998, nominación a los premios YoungStar de The Hollywood Reporter por 'Mejor interpretación de un actor joven en una película de comedia' por Hope Floats[11]
- 1998, nominación a los Young Artist Awards en la categoría 'Mejor interpretación en un largometraje - Actor joven de diez años o menos' por Leave It to Beaver [12]
- 1999, nominación a los Young Artist Awards en la categoría 'Mejor interpretación en un largometraje - Actor joven de diez años o menos' por Hope Floats[13]
- 2000, nominación a los Young Artist Awards en la categoría 'Mejor interpretación en una serie dramática de televisión: actor de reparto joven' por Baywatch[14]
- 2001, nominación a los Young Artist Awards en la categoría 'Mejor interpretación en una película para televisión (drama) - Actor de reparto joven' por One True Love[15]
- 2001, ganó el premio "Mejor actor infantil" en el Festival Internacional de Cine Familiar (anteriormente Festival Internacional de Cine de Santa Clarita) por Perfect Game[16]